# H̄
H̄ (minuskule h̄) je speciální písmeno latinky. Nazývá se H s vodorovnou čárkou. Písmeno se již jako takové nepoužívá, používá se velice zřídka a to pouze v ISO 11940 přepisu thajštiny a v přepisu staroindického písma kharóšthí. V Unicode je majuskulní tvar sekvence <U+0048, U+0304> a minuskulní <U+0068, U+0304>.